# یبنه
یبنه (در عبری: יבנה) نام شهری در استان مرکزی اسرائیل است که جمعیت آن در سال ۲۰۰۶ ۳۱٬۹۰۰ نفر و مساحت آن ۱۰٫۷۰۰ کیلومتر مربع بوده است.